# Moerarchis anomogramma
Moerarchis anomogramma är en fjärilsart som beskrevs av Edward Meyrick 1930. Moerarchis anomogramma ingår i släktet Moerarchis och familjen äkta malar. Inga underarter finns listade i Catalogue of Life.